# Zaglyptus glaber
Zaglyptus glaber là một loài tò vò trong họ Ichneumonidae.